# 험프리 보가트
험프리 드포레스트 보가트(영어: Humphrey DeForest Bogart, 1899년 12월 25일 ~ 1957년 1월 14일)는 미국의 배우이다. 그는 문화적 아이콘으로 여겨져 왔으며 미국 영화 연구소는 그를 위대한 남자 배우 Top 25에서 1위에 선정하였다.
그는 예전에 여러 가지 직업을 가진 후 1921년에 연기를 시작한 후 1920년대부터 1930년대까지 브로드웨이에서 일하였다. 이후 검은 목요일로 인해 연극 생활에 문제가 발생하자, 그는 영화계로 가 1936년, 《화석의 숲》에서 뛰어난 연기를 펼쳐, 이후 《더럽혀진 얼굴의 천사》같은 갱스터 영화에 주로 출연하였다.
그는 1941년부터 주연을 맡아, 《하이 시에라》, 《말타의 매》같은 영화에서 뛰어난 연기를 펼쳤다. 다음해에는 《카사블랑카》에 출연하여 주옥같은 연기로 인기를 얻게 된다. 이후 그는 로런 버콜과 함께 출연한 《소유와 무소유》, 《빅 슬립》, 《다크 패시지》, 《키 라르고》에 나왔다. 그는 《시에라 마드레의 황금》에서도 출연하였으며 1951년에는 《아프리카의 여왕》으로 마침내 아카데미상을 수상하였다. 그는 이후로도 《사브리나》, 《케인 호의 반란》에 출연하였으며 마지막으로 《하더 데이 폴》에 출연하였다.
1957년 1월 14일 캘리포니아주 로스앤젤레스에서 식도암으로 사망했다.

## 어린 시절
보가트는 1899년 12월 25일에 미국 뉴욕주 뉴욕에서 아버지 벨몬트 보가트와 어머니 머드 험프리 사이에서 태어났다. 두 부부는 1898년 결혼하였다. '보가트'라는 이름은 독일식 이름인 'Bogaert'에서 따왔다. 보가트의 아버지는 장로교로 잉글랜드와 독일 혈통이었으며, 어머니는 미국 성공회로 잉글랜드 혈통이었다.
보가트의 아버지는 외과 의사였으며, 어머니는 화가인 제임스 애벗 맥닐 휘슬러에게서 배운 일러스트레이터였다. 그녀는 적극적인 여성참정권론자였다. 보가트 가족은 유퍼 웨스트 사이드에 위치한 아파트에서 살았다. 그에게는 프란시스와 캐서린이라는 두 여동생이 있었다.
그는 1918년, 미국 해군에 들어간 후 다시 나와 선적 처리 업자 등의 일을 하였다. 1921년, 그는 연극 활동을 시작하였다. 그는 1922년부터 1935년까지 17편의 연극에 출연하였다.

## 출연 작품
- 천사탈주
- 비정의 링
- 필사의 도망자
- 케인호의 반란
- 맨발의 백작부인
- 사브리나
- 비트 더 데블
- 아프리카의 여왕
- 고독한 영혼
- 도쿄 조
- 키 라르고
- 시에라 마드레의 황금
- 명탐정 필립
- 소유와 무소유
- 사하라
- 카사블랑카
- 태평양을 건너서
- 말타의 매
- 하이 시에라
- 그들은 밤에 달린다
- 포효하는 20년대
- 어두운 승리
- 더러운 얼굴의 천사들
- 출입금지
- 페트리파이드 포레스트
- 러브 어페어
- 육체와 영혼
- 교도소로 가다